# Ermolaevo
Ermolaevo (in russo Ермола́ево?; in baschiro Ермолаевка) è un villaggio della Russia europea orientale, situato nella Repubblica autonoma della Baschiria; appartiene al rajon Kujurgazinskij, del quale è il centro amministrativo.